# Шёберг, Агнес
Агнес Хильдегард Шёберг (фин. Agnes Hildegard Sjöberg, 1888—1964) — финский врач-ветеринар; первая в Европе женщина, защитившая докторскую диссертацию в области ветеринарии. Опубликовала около двадцати научных статей, а также автобиографию.
Выросла в Вазаской губернии в богатой семье помещика, с детства занималась различными сельскохозяйственными работами на ферме, интересовалась животными. Высшее образование получила в Германии, в 1918 году защитила в Лейпциге докторскую диссертацию по ветеринарной офтальмологии. Вернувшись на родину, работала муниципальным ветеринаром. Занималась научными исследования в области ветеринарной паразитологии в Австрии, затем снова вернулась в Финляндию; имела частную практику в Сейняйоки. Во время учёбы в Германии испытывала к себе предвзятое отношение и со стороны преподавателей, и со стороны студентов; позже, на родине, столкнулась с нежеланием других ветеринаров признавать в женщине специалиста, при этом найти общий язык с клиентами оказалось легче, чем с коллегами.
Улица, на которой расположен факультет ветеринарной медицины Хельсинкского университета, с 2001 года носит её имя.

## Биография

### Детские годы
Агнес Шёберг родилась 15 ноября 1888 года на северо-западе Великого княжества Финляндского в поместье Ала-Кнууттила (Ala-Knuuttila) в общине Каухайоки Вазаской губернии в семье помещика Юхана Бернхарда Шёберга и его жены Карин Норргорд, была четвёртым ребёнком в семье.
Её детство прошло в богатом сельском доме. Отец был владельцем участка земли площадью в несколько сот гектаров, на котором располагались поля, конюшня, коровник и свинарник, а также главное здание. Дети привлекались почти ко всем делам поместья, участвуя и в сельскохозяйственных работах, и в делах на маслобойке и кухне. Образование они получали, занимаясь с домашним учителем.
Мать считала Агнес странным ребёнком — не таким, каким должна быть «хорошая девочка»: ходить с отцом на ферму она напросилась уже с четырёх лет, намного раньше, чем её братья и сёстры. Она увлекалась верховой ездой, а работать больше всего любила в коровнике. В главном здании имения в 1890-х годах была организована школа животноводства, здесь маленькая Агнес проводила много времени, вместе со студентами слушая лекции и посещая практические занятия. Известно, что уже в возрасте десяти лет она ходила на занятия анатомии и изучала внутренние органы убитых телят. Позже Шёберг вспоминала, что однажды спросила преподавателя, может ли женщина стать ветеринаром, на что тот ответил, что это невозможно, после чего она долго плакала.

### Учёба
Формальное образование Агнес начала получать в 1900 году в городе Вааса в шведскоязычной школе для девочек. Закончив через пять лет школу, Агнес собиралась продолжать учиться, однако отец ей в этом отказал. По его мнению, для того, чтобы заботиться о муже и семье, образование ей не понадобится. Некоторое время она посещала школу домоводства, а затем ещё в течение трёх лет занималась домашним хозяйством — и только после этого отец нанял студента для занятий с Агнес и её младшей сестрой. Экзамен на аттестат зрелости, который позволял ей поступить в высшее учебное заведение, она сдала как частная студентка в 1911 году в шведскоязычной школе совместного обучения в Куопио, после чего некоторое время практиковалась в Пори под руководством местного ветеринара. Тот позже вспоминал, что взял себе в помощники девушку исключительно ради шутки, однако довольно быстро был настолько впечатлён её умениями и отношением к делу, что отправил в Цюрих письмо своему знакомому с просьбой написать для неё рекомендацию для поступления в местный университет.
Вскоре Шёберг при финансовой поддержке родителей уехала в Цюрих (в Финляндии первое ветеринарное высшее учебное заведение открылось только в 1945 году). Её зачислили в студенты, однако буквально через два дня она получила свои документы обратно: выяснилось, что у неё российское подданство, а в 1911 году власти Швейцарии, пытаясь остановить распространение в стране революционных идей, запретили приём студентов из Российской империи (включая и студентов из Финляндии). Один из профессоров посоветовал ей отправиться в Германию, в высшую ветеринарную школу Дрездена. В этом заведении женщин-студентов никогда раньше не было — и руководство неделю находилось в раздумьях относительно Шёберг, однако в конце концов она была зачислена «в качестве эксперимента»; ректор сказал, что, как ему кажется, женщина-ветеринар хорошо подходит для лечения мелких домашних животных. Шёберг была единственной студенткой на 300 студентов — и в своей учёбе столкнулась с предвзятым отношением и даже прямым противодействием как со стороны преподавателей, так и со стороны других учащихся, при этом особенно ей мешали её земляки из Финляндии. Так, однажды однокурсники-финны пытались удалить её с лекции о репродуктивной системе животных.
Чтобы избавиться от соотечественников, она, проучившись год в Дрездене, переехала в Берлин и стала учиться в ветеринарной высшей школе при Берлинском университете (сейчас — Берлинский университет имени Гумбольдта). Профессора признавали её талант и хвалили за научное мышление. Здесь в 1914 году Шёберг с отличием сдала экзамены на получение степени бакалавра и с лета начала работать в университетской ветеринарной клинике, которую возглавлял известный профессор Рихард Эберлейн. Она занималась большей частью уходом за лошадьми, одновременно проводя научные исследования. Когда началась война, у неё возникли большие сложности с тем, чтобы остаться в Германии: был период, когда ей как российской подданной приходилось по два раза в день ходить отмечаться с паспортом, позже по ходатайству ректора она была от этого освобождена, однако всё равно оставалась под наблюдением властей. В этот период с фронта стали поступать в большом количестве трофейные лошади из России, многие из них были больны сапом — и Шёберг два года занималась исследованием этой болезни. Завершив работу над рукописью, она отдала её на прочтение профессору Фрёнеру — и через некоторое время обнаружила, что тот опубликовал эту работу в ветеринарном журнале под своим именем. Шёберг пошла жаловаться к ректору университета, тот признал факт кражи, однако заявил, что ничего не может сделать, а она должна быть довольна уже тем, что во время войны учится в Германии, хотя является подданной вражеского государства.
В 1915 году Шёберг получила сертификат ветеринара, а в 1916 году закончила учёбу в высшей ветеринарной школе, получив степень лиценциата (промежуточную степень между бакалавром и доктором). В 1916—1917 годах она работала ассистентом в ветеринарной клинике для мелких животных. Эти годы, как она вспоминала, были самым сложными, поскольку не хватало еды, всё было по карточкам, а в обществе усилились антироссийские (и антифинские) настроения. Шёберг переехала в Дрезден и продолжила работу над своей докторской диссертацией. Защита диссертации (на немецком языке), посвящённой методам исследования глазной секреции у лошадей, состоялась 27 июля 1918 года в Лейпцигском университете. Агнес Шёберг стала первой в Европе (а по некоторым сведениям — первой в мире) женщиной, защитившей докторскую диссертацию в области ветеринарии.
Все годы, пока она жила в Германии, ей едва удавалось сводить концы с концами, а порой, особенно во время войны, приходилось голодать, при этом с лета 1914 до лета 1918 года она не имела никакой связи с родными.

### Работа
Осенью 1918 года она вернулась домой в Каухайоки. Ей удалось получить должность муниципального ветеринара в Сомеро (Варсинайс-Суоми). С самого начала работы у неё возникли многочисленные проблемы, связанные с враждебным отношением к ней местных ветеринаров, которые не желали признавать в женщине такого же специалиста, как они сами; в местной ветеринарной ассоциации ей отказали из-за её пола в праве голоса. Вместе с тем, проблем с клиентами у неё по причине её несомненных профессиональных навыков не возникало, тем более, что с лета 1920 года у неё появилась возможность оказывать ветеринарную помощь намного более оперативно, чем у большинства других специалистов: она стала выезжать на вызовы на своём автомобиле — а в то время на всю Финляндию автомобилей было всего около двухсот. В 1920 году она начала работать в Нерпесе (Остроботния), рядом со своим родным Каухайоки, на той же должности муниципального ветеринара. Здесь Шёберг снова столкнулась с предвзятым и подозрительным отношением со стороны владельцев животных. Ей, однако, довольно быстро удалось его преодолеть, проведя в 1921 году искусственное осеменение лошадей — процедуру, которая местным ветеринарам была неизвестна.

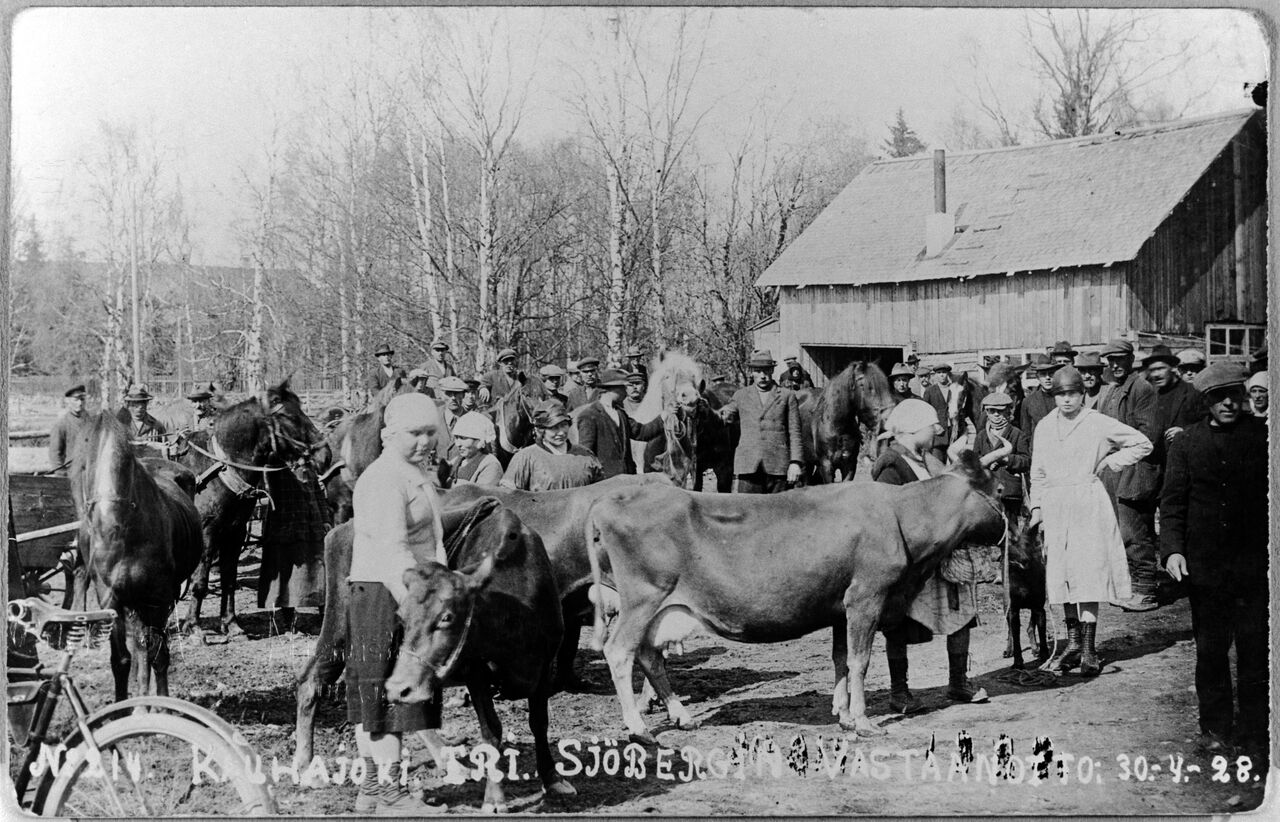
Каухайоки, приём у Шёберг.
30 апреля 1928 года

Ей, однако, хотелось чего-то большего, поэтому в 1923 году она ушла со службы и уехала в учебную поездку в Англию, а затем в США (в том числе в Корнеллский университет). Вернувшись, она подала заявку на получении стипендии в Ганноверском университете и, получив положительный ответ, в апреле 1924 года уехала в Германию; через пару месяцев она переехала в Вену, где в течение полутора лет занималась исследованиями в области ветеринарной паразитологии. Результатом её работы стала публикация о нематодах в пищеварительном тракте крупного рогатого скота; она, в частности, описала новый вид паразитических нематод Ostertagia lyrata (который в некоторых современных источниках называют Sjöbergia lyrata, выделяя этот вид в особый род Sjöbergia, названный в честь неё).
В самом конце 1926 года Шёберг вернулась в родной Каухайоки. Она планировала создать крупную сельскохозяйственную ветеринарную клинику, однако это оказалось совсем непросто. Её работа вызвала в Европе большой интерес, однако в Финляндии на её исследования никто не обратил внимания. В 1928 году она вышла замуж, в следующем году у неё родились мальчики-близнецы, при этом она продолжала работать ветеринаром — сначала в Каухайоки, а с 1932 года — в Курикка. В 1935 году она заняла должность инспектора по контролю над качеством мяса в Илмайоки.
С 1938 по 1955 год у неё была собственная ветеринарная практика в Сейняйоки, при этом она продолжала подвергаться нападкам со стороны своих коллег-ветеринаров, в результате ей даже пришлось уйти из ветеринарной ассоциации. В 1955 году она продала свою практику, однако почти до конца своей жизни продолжала заниматься консультациями.

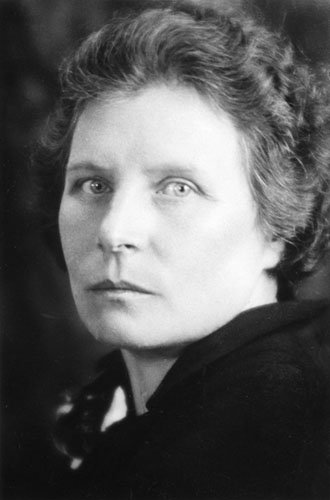
Агнес Шёберг в 1930-х или 1940-х годах

Как сказано в биографии Агнес Шёберг, опубликованной в 2001 году Обществом финской литературы, её жизнь показывает, как медленно идёт процесс в области гендерного равноправия и какой сильной и настойчивой должна быть женщина, насколько большим должен быть её талант, чтобы профессионально работать в области, которая традиционно является чисто мужской. Вторая представительница Финляндии (Айри Яаскеляйнен) стала доктором ветеринарии только через десять лет после Шёберг, а первая женщина, ставшая профессором ветеринарии (Тертту Катила), появилась в Финляндии только в 1985 году.

## Семья
В 1928 году Агнес вышла замуж за агронома Вейкко Клааву (Veikko Klaavu), в 1929 году у них родились два сына, которых назвали Вейкко и Сеппо. В 1935 году пара развелась, при этом Агнес вернула себе девичью фамилию; дети после развода остались с ней.

## Память
В Хельсинки в честь Агнес Шёберг в 2001 году была названа улица Agnes Sjöbergin katu (по адресу Agnes Sjöbergin Katu 2 расположен факультет ветеринарной медицины Хельсинкского университета). Ещё одна улица, названная в её честь, находится в Каухайоки — Sööpärintie (её фамилия в этом названии записана на финский манер). Там же, в Каухайоки, с 1955 года в местном музее действует экспозиция, посвящённая Шёберг.
3 апреля 2018 года в Хельсинкском университете открылась выставка, посвящённая Агнес Шёберг и Вальтеру Эрстрёму, двум пионерам финской ветеринарии.

## Комментарии
1. ↑  На территории Великого княжества Финляндского действовал григорианский календарь.